# 阿氏翼甲鯰
阿氏翼甲鯰，為輻鰭魚綱鯰形目甲鯰科的其中一種，為熱帶淡水魚，分布於南美洲巴拉圭河、巴拉那河、烏拉圭河流域，體長可達42公分，棲息在底層水域，生活習性不明，可當作觀賞魚。

## 扩展阅读
維基物種上的相關：阿氏翼甲鯰